# Kardáki (Réthymnon)
Kardáki, en grec moderne : Καρδάκι, est un village du dème d'Amári, dans le district régional de Réthymnon de la Crète, en Grèce. Selon le recensement de 2011, la population de Kardáki compte 30 habitants.
Le village est situé à une distance de 44 km de Réthymnon et à une altitude de 580 mètres.

## Recensements de la population
| Recensements | 1900 | 1920 | 1928 | 1940 | 1951 | 1961 | 1971 | 1981 | 1991 | 2001 | 2011 |
| ------------ | ---- | ---- | ---- | ---- | ---- | ---- | ---- | ---- | ---- | ---- | ---- |
| Population   | 38   | 33   | 28   | 38   | 37   | 31   | 31   | 24   | /    | 41   | 30   |